# Zentralamerika- und Karibikspiele 2023
Die 24. Zentralamerika- und Karibikspiele fanden vom 23. Juni bis 8. Juli 2023 in der salvadorianischen Hauptstadt San Salvador statt. Die Stadt war nach 1935 und 2022 zum dritten Mal Austragungsort der Großveranstaltung.

## Vergabe
Die Spiele wurden zunächst am 3. Februar 2017 an Panama-Stadt vergeben, der Hauptstadt Panamas. Aufgrund der COVID-19-Pandemie in Panama gaben die Ausrichter am 24. Juli 2020 bekannt, dass sie die Spiele nicht werden ausrichten können. Im November 2020 fanden sich mit San Salvador in El Salvador und Mayagüez in Puerto Rico zwei Städte, die Interesse an einer Austragung bekundeten. Nachdem Mayagüez seine Bewerbung im April 2021 schließlich wieder zurückzog, da die Finanzierung nicht gesichert war, verblieb San Salvador als einzige Bewerberstadt und erhielt letztlich den Zuschlag.

## Teilnehmende Nationen
37 Länder mit über 5000 Athleten nahmen an den Zentralamerika- und Karibikspielen teil.
| - Amerikanische Jungferninseln - Antigua und Barbuda - Aruba - Bahamas - Barbados - Belize - Bermuda - Britische Jungferninseln - Cayman Islands - Costa Rica - Curaçao - Dominica - Dominikanische Republik | - El Salvador - Französisch-Guayana - Grenada - Guadeloupe - Centro Caribe Sports 1 - Guyana - Haiti - Honduras - Jamaika - Kolumbien - Kuba - Martinique | - Mexiko - Nicaragua - Panama - Puerto Rico - St. Kitts und Nevis - St. Lucia - St. Vincent und die Grenadinen - Sint Maarten - Suriname - Trinidad und Tobago - Turks- und Caicosinseln - Venezuela |

 1 Da das IOC das nationale Komitee Guatemalas suspendiert hatte, gingen guatemaltekische Sportler als unabhängige Athleten unter der Flagge des Centro Caribe Sports an den Start.

## Sportarten
Bei den Zentralamerika- und Karibikspielen waren 37 Sportarten im Programm. Aus Termin- und Infrastrukturgründen wurden die Wettbewerbe im Hockey, Kanusport, Modernen Fünfkampf, Racquetball, Schießen und Taekwondo in Santo Domingo in der Dominikanischen Republik ausgetragen.
| - Badminton - Baseball - Basketball - Beachsoccer - Beachvolleyball - Bogenschießen - Bowling - Boxen - Fechten - Fußball - Gewichtheben - Golf - Handball | - Hockey - Judo - Kanu - Karate - Leichtathletik - Moderner Fünfkampf - Netball - Racquetball - Radsport - Reiten - Ringen - Rollschuh - Rudern | - Rugby - Schach - Schießen - Schwimmen - Segeln - Softball - Surfen - Taekwondo - Tennis - Tischtennis - Triathlon - Turnen - Volleyball |

Fett markierte Links führen zu den detaillierten Ergebnissen der Spiele

## Medaillenspiegel
| Platz  | Land                           | Gold | Silber | Bronze | Gesamt |
| ------ | ------------------------------ | ---- | ------ | ------ | ------ |
| 01     | Mexiko                         | 145  | 108    | 100    | 353    |
| 02     | Kolumbien                      | 87   | 92     | 65     | 244    |
| 03     | Kuba                           | 74   | 59     | 63     | 196    |
| 04     | Venezuela                      | 32   | 46     | 80     | 158    |
| 05     | Dominikanische Republik        | 25   | 36     | 50     | 111    |
| 06     | Puerto Rico                    | 25   | 27     | 44     | 96     |
| 07     | Centro Caribe Sports           | 17   | 27     | 35     | 79     |
| 08     | Trinidad und Tobago            | 8    | 7      | 4      | 19     |
| 09     | El Salvador                    | 8    | 3      | 17     | 28     |
| 10     | Panama                         | 5    | 6      | 12     | 23     |
| 11     | Costa Rica                     | 4    | 9      | 20     | 33     |
| 12     | Aruba                          | 3    | 7      | 6      | 16     |
| 13     | Jamaika                        | 2    | 6      | 11     | 19     |
| 14     | Barbados                       | 2    | 2      | 5      | 9      |
| 15     | Amerikanische Jungferninseln   | 2    | —      | —      | 2      |
| 16     | Nicaragua                      | 1    | 1      | 4      | 6      |
| 17     | Bahamas                        | 1    | 1      | 2      | 4      |
| 18     | St. Lucia                      | 1    | 1      | 1      | 3      |
| 19     | St. Vincent und die Grenadinen | 1    | —      | 2      | 3      |
| 20     | Guyana                         | 1    | —      | —      | 1      |
| 21     | Bermuda                        | —    | 2      | 4      | 6      |
| 22     | Haiti                          | —    | 1      | 1      | 2      |
| 22     | Cayman Islands                 | —    | 1      | —      | 1      |
| 22     | Curaçao                        | —    | 1      | —      | 1      |
| 25     | Honduras                       | —    | —      | 7      | 7      |
| 26     | Britische Jungferninseln       | —    | —      | 2      | 2      |
| 26     | Dominica                       | —    | —      | 2      | 2      |
| 26     | Guadeloupe                     | —    | —      | 2      | 2      |
| 26     | Martinique                     | —    | —      | 1      | 1      |
| Gesamt | Gesamt                         | 444  | 443    | 542    | 1427   |